# Acanthemblemaria aspera
Acanthemblemaria aspera är en fiskart som först beskrevs av Longley 1927.  Acanthemblemaria aspera ingår i släktet Acanthemblemaria och familjen Chaenopsidae. Inga underarter finns listade i Catalogue of Life.

## Bildgalleri

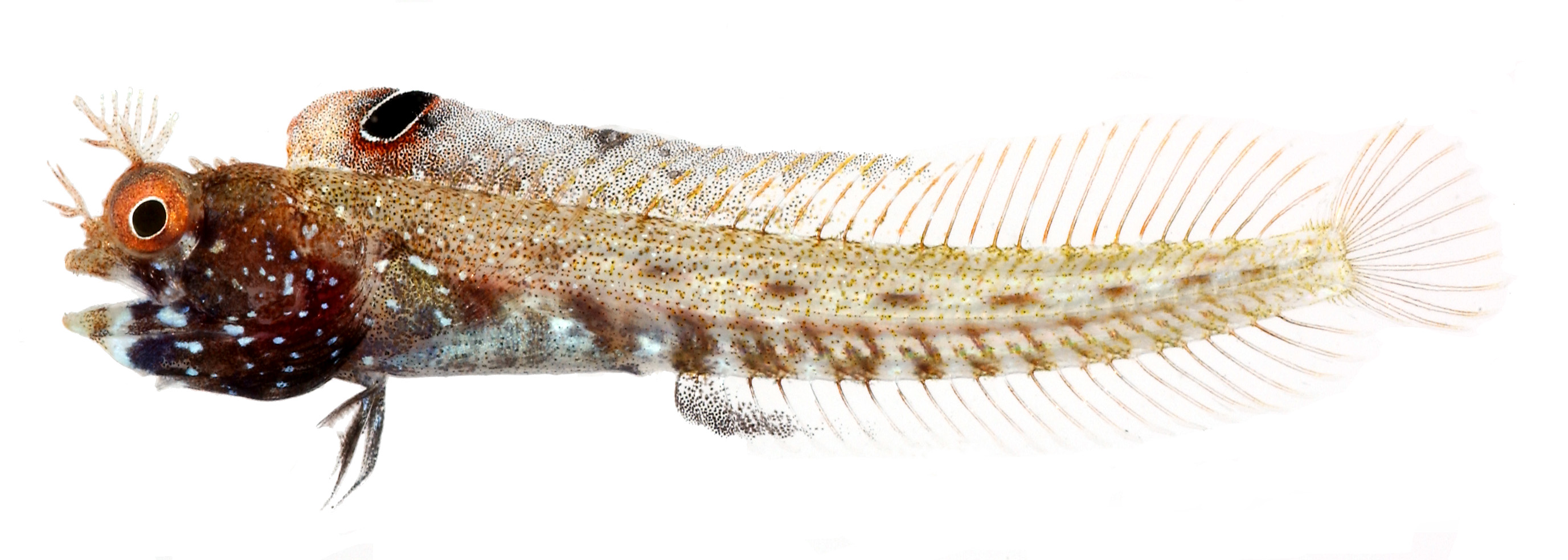
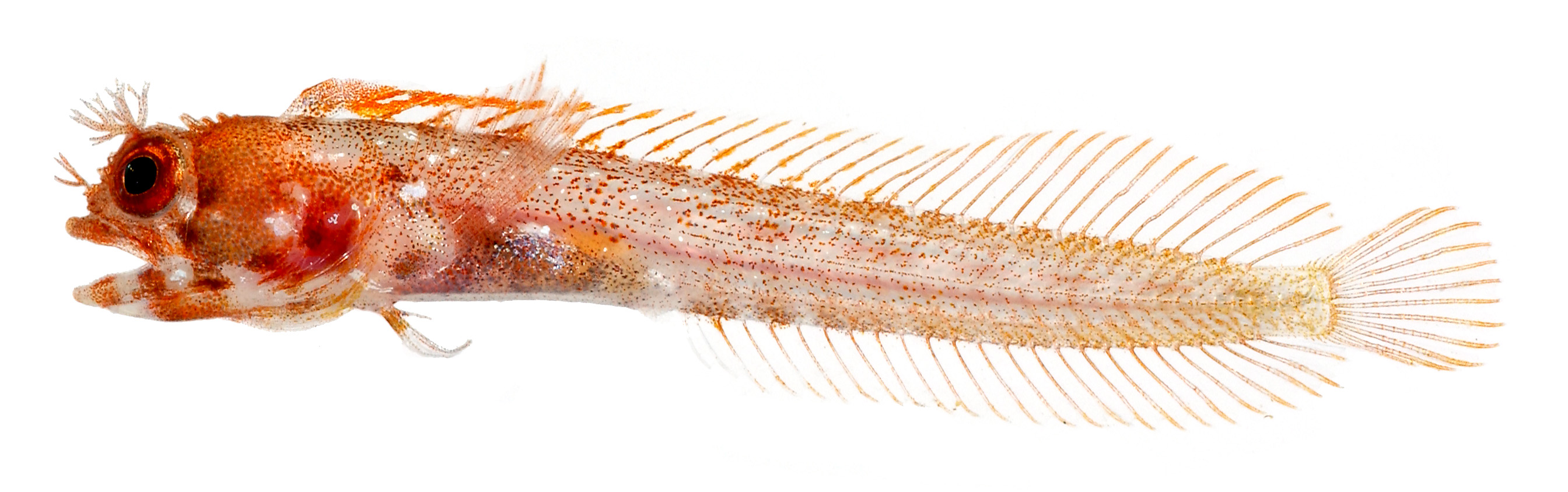